# Zeiraphera
Zeiraphera är ett släkte av fjärilar som beskrevs av Treitschke 1829. Zeiraphera ingår i familjen vecklare.

## Bildgalleri

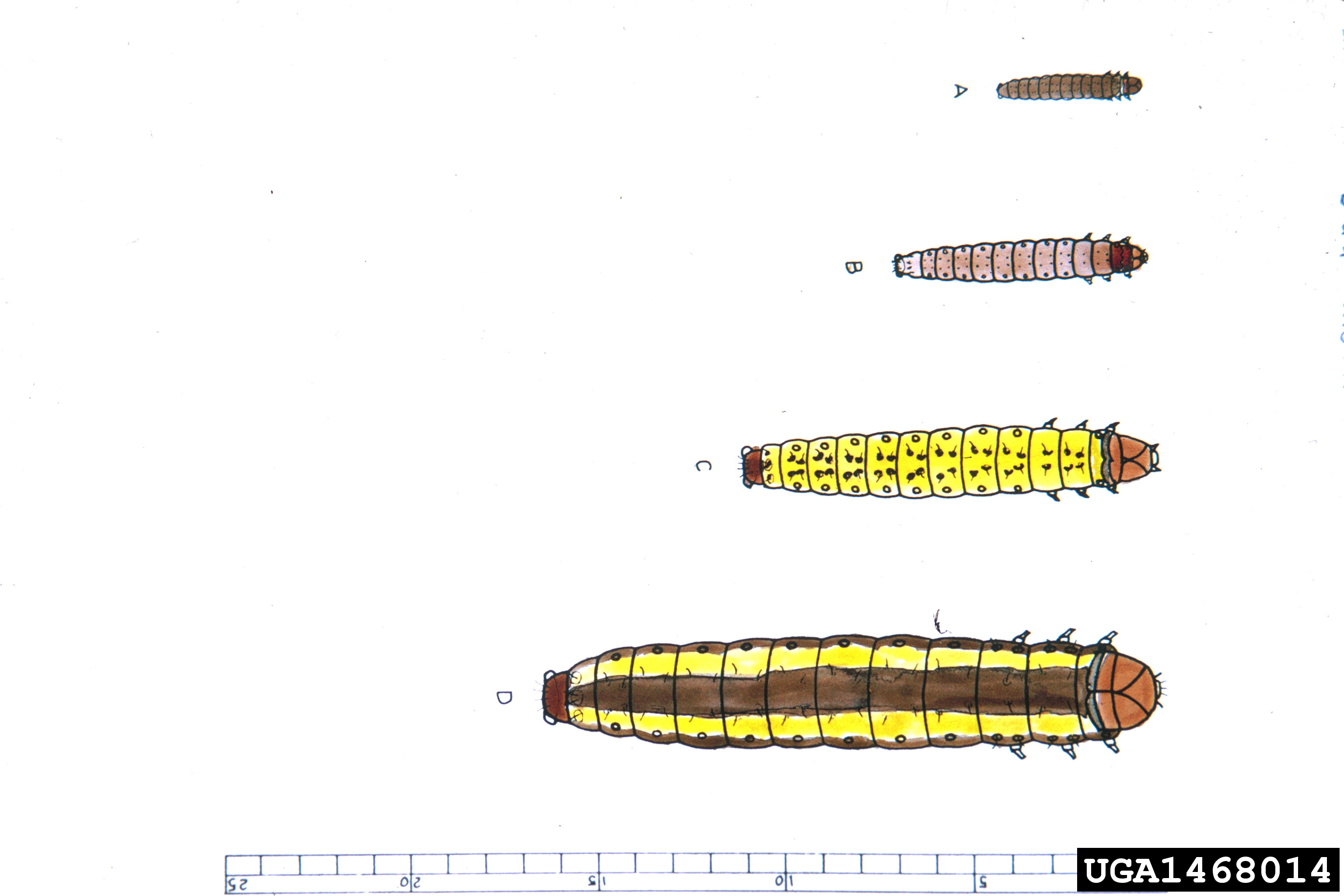
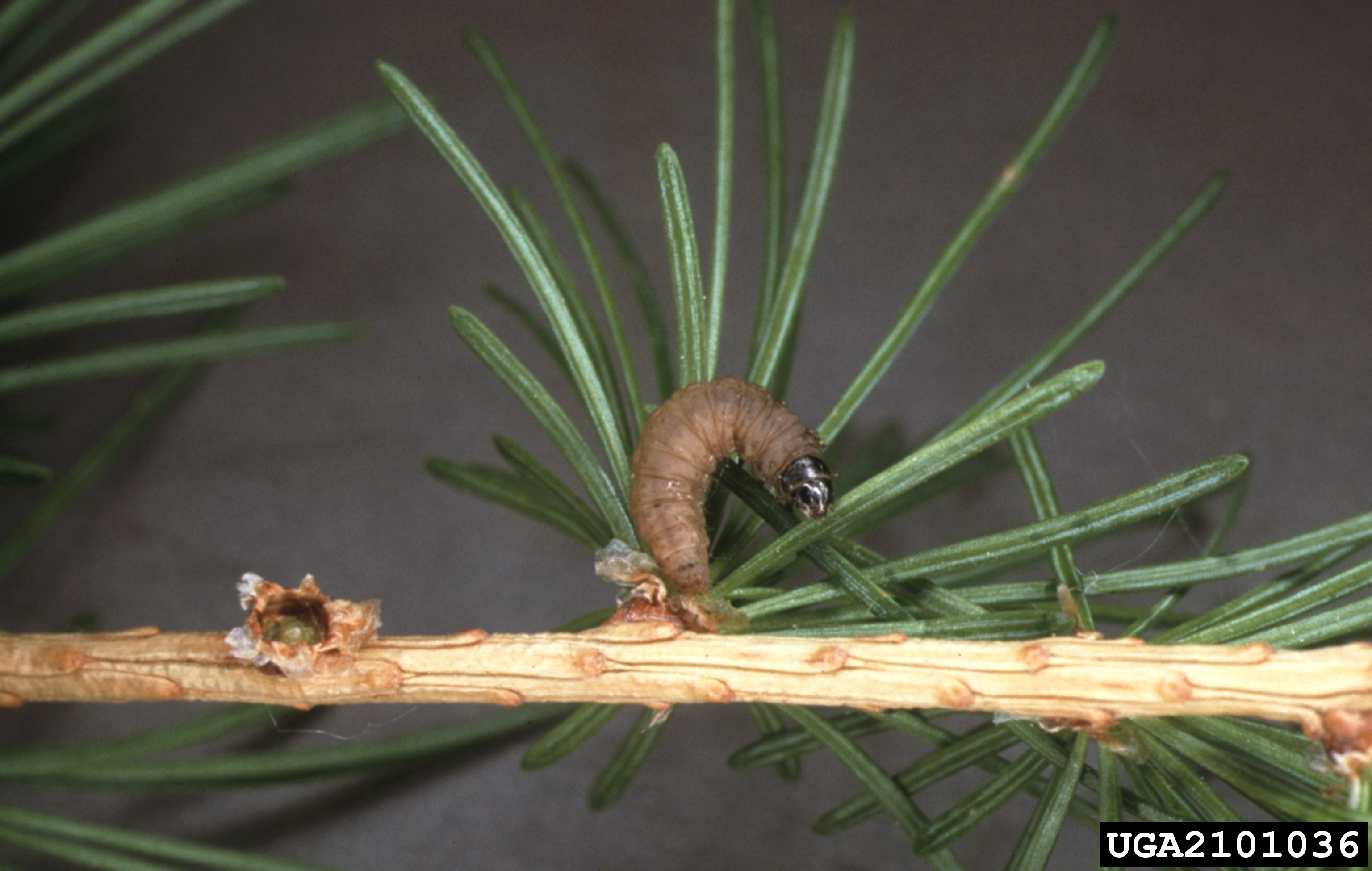
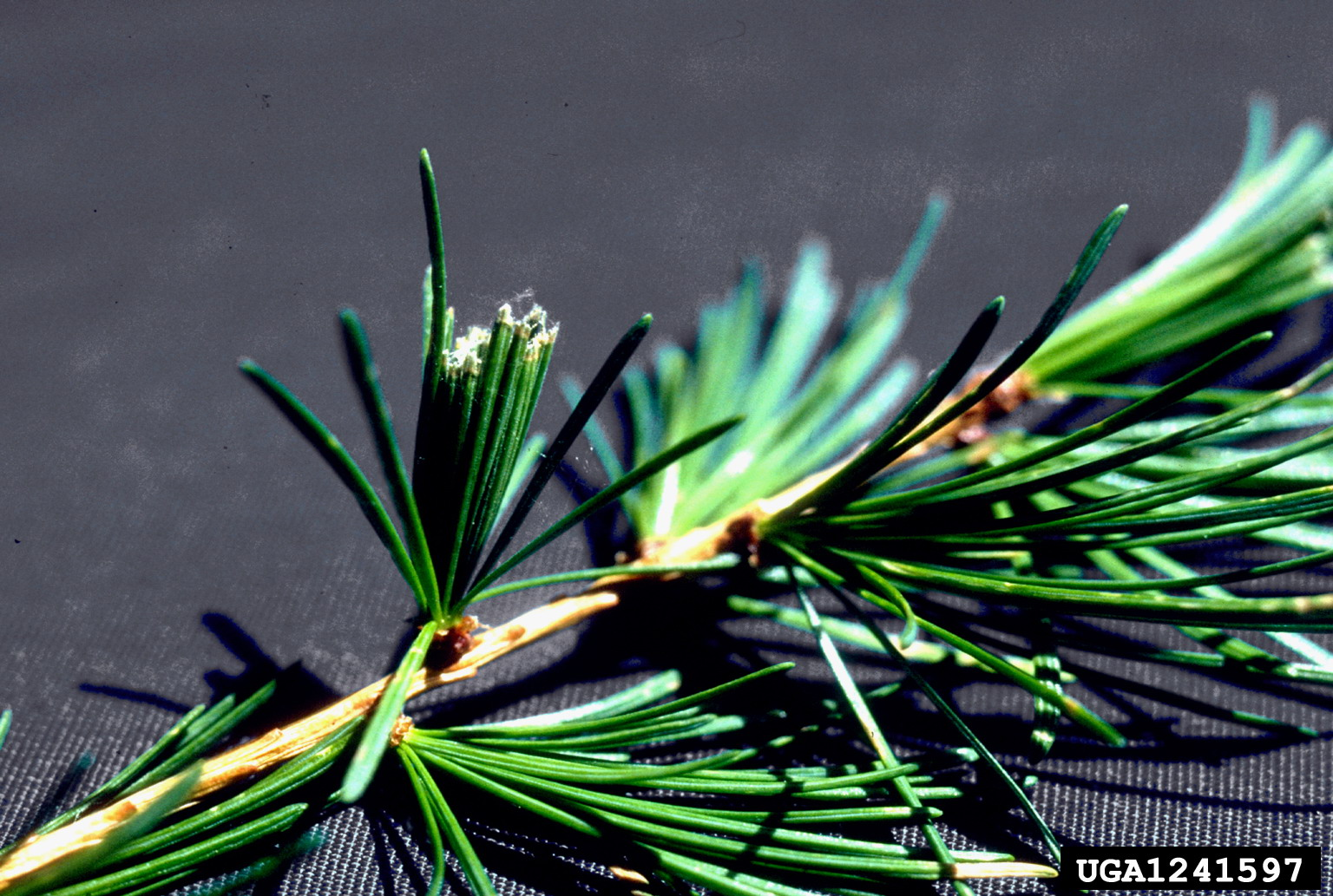
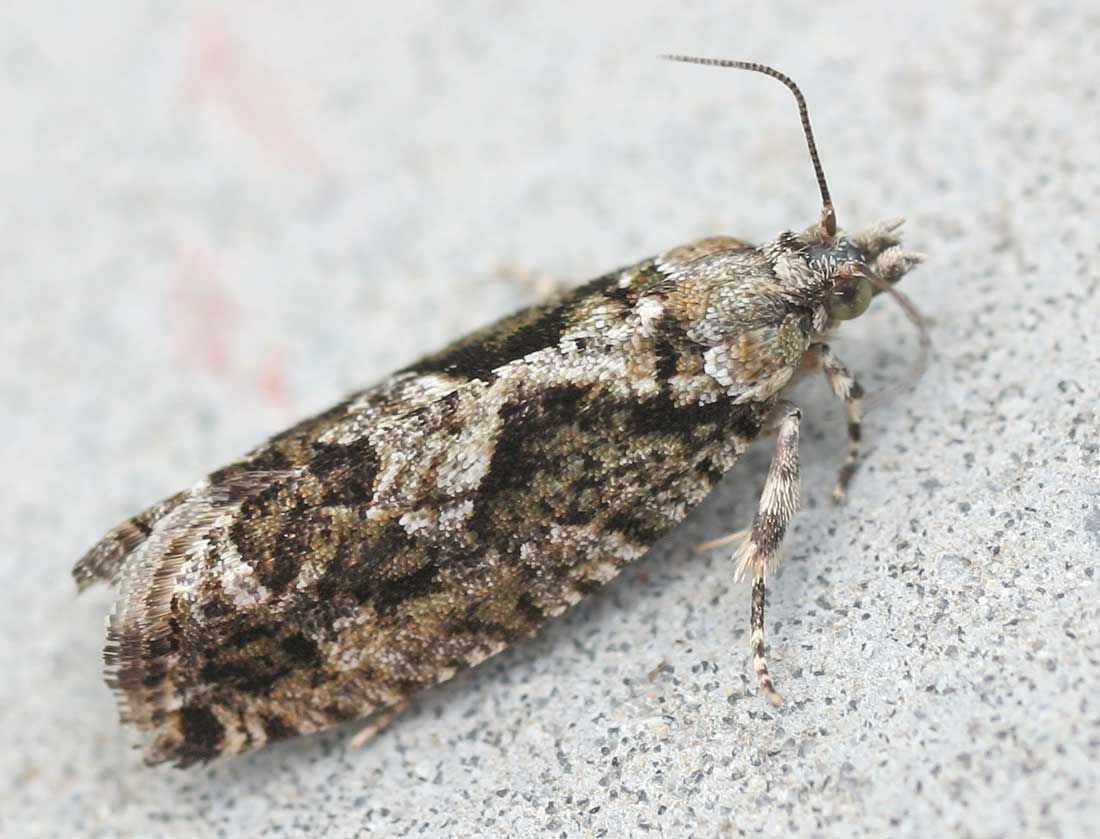
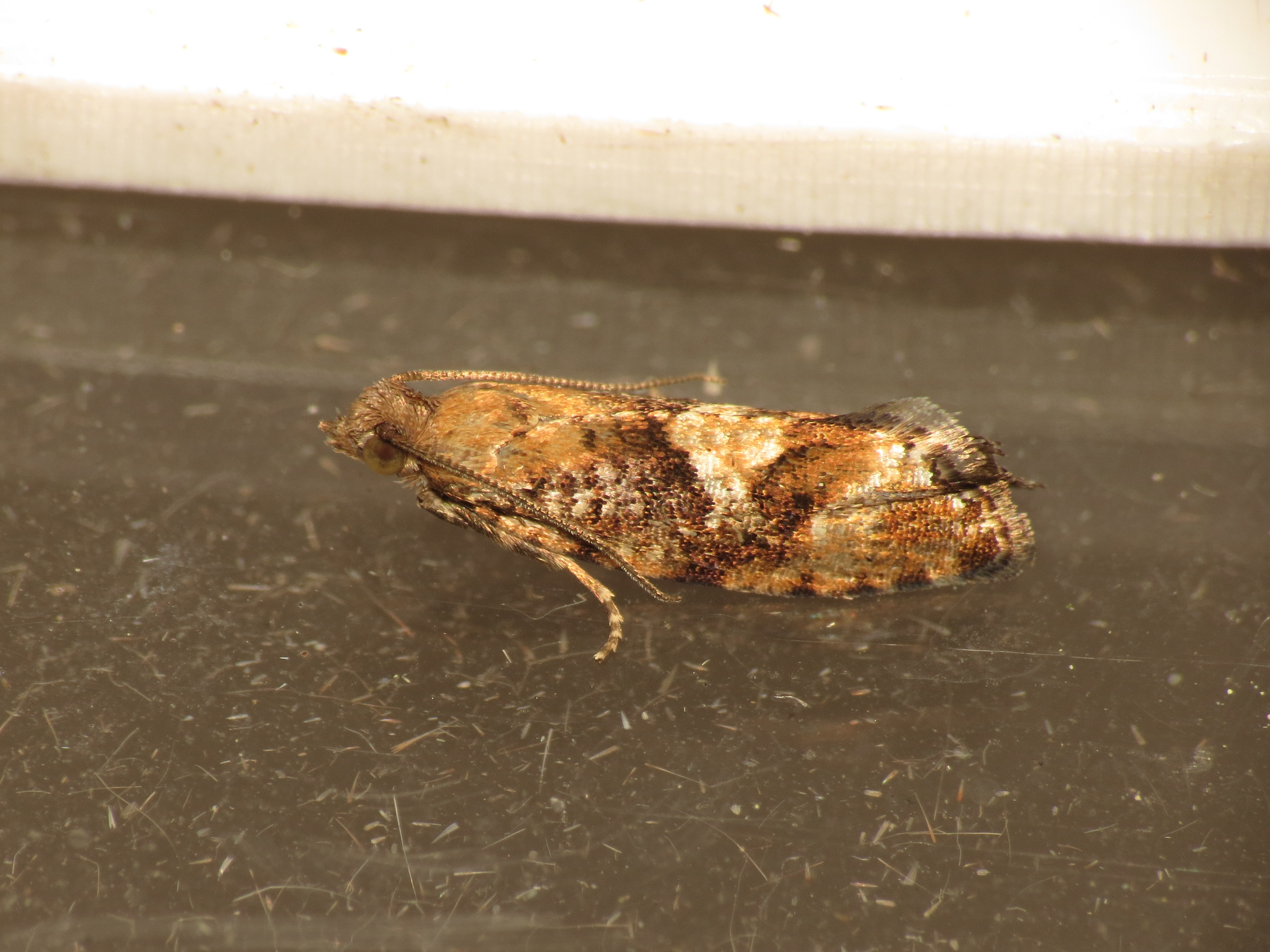

## Dottertaxa tillZeiraphera, i alfabetisk ordning[1][2]
- Zeiraphera atra
- Zeiraphera bicolora
- Zeiraphera caeruleumana
- Zeiraphera canadensis
- Zeiraphera communana
- Zeiraphera corpulentana
- Zeiraphera desertana
- Zeiraphera diniana
- Zeiraphera fulvomixtana
- Zeiraphera gansuensis
- Zeiraphera griseana
- Zeiraphera hesperiana
- Zeiraphera hiroshii
- Zeiraphera hohuanshana
- Zeiraphera isertana
- Zeiraphera lariciana
- Zeiraphera luciferana
- Zeiraphera nigra
- Zeiraphera nordlingerana
- Zeiraphera occultana
- Zeiraphera pacifica
- Zeiraphera pinicolana
- Zeiraphera ratzeburgiana
- Zeiraphera rufimitrana
- Zeiraphera shimekii
- Zeiraphera smaragdina
- Zeiraphera suzukii
- Zeiraphera taiwana
- Zeiraphera thymelopa
- Zeiraphera truncata
- Zeiraphera unicolorana
- Zeiraphera wautersi
- Zeiraphera virinea